# Nightrage
Nightrage ist eine schwedisch-griechische Melodic-Death-Metal-Band.

## Geschichte
Die Band wurde im Jahr 2000 von Marios Iliopoulos (Ex-Exhumation) und seinem Freund Gus G., der auch bekannt ist durch seine Auftritte in anderen Bands wie Mystic Prophecy, Dream Evil und Firewind, gegründet.
Nach ein paar Demo-Produktionen nahmen Nightrage mit ihrem endgültigen Line-up das Debüt Sweet Vengeance mit Tomas Lindberg (Gesang, At-the-Gates), Brice Leclercq (Bass, später auch bei Dissection), Tom S. Englund (Gesang, Evergrey) und Per Möller Jensen (Schlagzeug, The Haunted) auf.
Nach einem Line-up-Wechsel im Jahr 2004 nahmen Nightrage das zweite Album mit Fotis Bernardo (Schlagzeug, Ex-Septic Flesh) und Henric Liljesand (Bass, Cipher System) auf. Descent Into Chaos wurde Anfang 2005 durch Century Media auf den Markt gebracht.
Nach der Veröffentlichung von Descent into Chaos verließ Tomas Lindberg die Band aus zeitlichen Gründen. Jedoch wurde schnell ein Ersatz in Jimmie Strimell (Death Destruction) gefunden. Im Februar 2007 wurde das neue Album A New Disease Is Born über die deutsche Plattenfirma Lifeforce Records veröffentlicht. Neben Strimell als neuem Sänger war inzwischen auch Schlagzeuger Alex Sveningsson (Mindfall) Teil der Band.
Nach der Veröffentlichung von A New Disease Is Born trat der griechische Gitarrist Constantine Nightrage bei, um die Band endgültig zu komplettieren.
Allerdings sollte Mitte 2007 eine weitere verheerende Line-up-Änderung folgen. So wurden alle Bandmitglieder bis auf Constantine von Iliopoulos entlassen. Die geschassten Mitglieder riefen wenige Zeit später ihrerseits die Pop-Metal-Band Dead by April ins Leben. Die darauf folgende Tour mit Mnemic und Slowmotion Apocalypse wurde fast komplett mit Live-Musikern gespielt. Einige Zeit später stieg auch Gitarrist Constantine aus, um mehr Zeit für ein Soloprojekt aufbringen zu können.
Daraufhin wurde die Band neu besetzt. Olof Mörck (Dragonland/Amaranthe) ersetzte Constantine an der Gitarre, Antony Hämäläinen (Burn Your Halo) und Johan Nunez (Suicide of Demons) bekleideten die Positionen an Mikrophon und Schlagzeug. Die Rolle des Bassisten übernahm Anders Hammer. Am 18. Februar 2010 erschien ihr viertes Studioalbum Wearing a Matyr´s Crown.
Am 26. September 2011 erschien ihr fünftes Album Insidious. Via Blabbermouth.net wurde bekanntgegeben, dass dieses Gastbeiträge der ursprünglichen Bandbesetzung (u. a. von Tomas Lindberg, Tom S. Englund und Gus G.) enthalten werde.
Im April 2012 starteten Nightrage eine Europa-Tournee zusammen mit Demon Hunter und Deadlock. Im August 2012 spielte die Band erstmals in Asien, wo sie unter anderem als Headliner des Deajon Metal Festivals in Südkorea auftrat.
Da die Tourneen zunehmend mit Live-Musikern gespielt wurden, entstanden Gerüchte, die Band befände sich erneut in einer Phase der Umbesetzung. Olof Mörck trat Ende 2011 zum letzten Mal mit Nightrage auf und kehrte danach zu Amaranthe zurück. Antony Hämäläinen und Johan Nunez verließen offiziell 2013 die Band aufgrund anderer musikalischer Projekte. Ein Ersatz für Hämäläinen wurde in Ronnie Nyman gefunden, während die Rolle des Schlagzeugers vorerst noch unbesetzt bleibt.
Im Mai 2015 erschien ihr sechstes Studioalbum The Puritan.
Am 18. Februar 2022 erschien ihr neuntes Album Abyss Rising. Während Sänger Ronnie Nymen an der Entstehung des Albums noch beteiligt war, verließ er die Band vor der Abyss Rising Tour und sollte durch Jimmie Strimell ersetzt werden. Jimmie konnte aus persönlichen Gründen an der Tour nicht teilnehmen. Die Band fand in Konstantinos Togas einen Gastsänger für die Tour.  Am 4. Oktober 2023 gab Nightrage bekannt, dass Konstantinos fester Sänger der Band geworden ist.

## Diskografie
- 2003: Sweet Vengeance (Century Media)
- 2005: Descent into Chaos (Century Media)
- 2007: A New Disease Is Born (Lifeforce Records)
- 2009: Wearing a Martyr’s Crown (Lifeforce Records)
- 2011: Insidious (Lifeforce Records)
- 2015: The Puritan (Despotz Records)
- 2017: The Venomous (Despotz Records)
- 2019: Wolf to Man (Despotz Records)
- 2022: Abyss Rising (Despotz Records)
- 2024: Remains of a Dead World (Despotz Records)